# Voo Wuhan Airlines 343

Localização de Hubei na China

O voo Wuhan Airlines 343 foi uma rota doméstica regular entre o Aeroporto de Enshi e o Aeroporto de Wuhan Wangjiadun, ambos na província de Hubei, na China Central. Em 22 de junho de 2000 o Xian Y-7 da Wuhan Airlines, registro B-3479, que voava na rota, caiu após encontrar uma área de clima adverso: a aeronave foi atingida por um raio e encontrou cortante do vento.
Imediatamente após o acidente a China ordenou que todas as aeronaves Xian Y-7 da Wuhan Airlines fossem aterradas. Um mês após o acidente foram autorizadas a retomar o serviço. A causa foi determinada como o clima adverso que a aeronave encontrou, especificamente o relâmpago.
O acidente continua sendo o mais mortal envolvendo uma aeronave Xian Y-7 e é hoje o 12º acidente aéreo mais mortal da história da China.

## História
A aeronave Xian Y-7 da Wuhan Airlines partiu do Aeroporto de Enshi, em 22 de junho de 2000, para um voo para o Aeroporto de Wuhan Wangjiadun. Quando a aeronave se aproximou de Wuhan, a tripulação foi informada sobre condições climáticas adversas na área do aeroporto. A tripulação do voo circulou o aeroporto por aproximadamente 30 minutos, esperando o tempo melhorar; durante esse período, debateram se deveriam desviar para outro aeroporto, mas o piloto decidiu continuar tentando pousar em Wuhan.
As estações meteorológicas registraram 451 trovoadas em dez minutos durante o período de 30 minutos em que a aeronave circulava acima do aeroporto. Por volta das 15h00 (UTC+8), a aeronave foi impactada pelo cortante do vento e atingida por um raio, antes de cair na vila Sitai, no distrito de Yongfeng. A fuselagem caiu entre 20 km (12,4 mi) e 30 km (18,6 mi) de Wuhan em duas seções; metade da aeronave caiu em um dique no rio Han, a outra metade impactou com uma casa de fazenda. Todos os 40 passageiros e quatro tripulantes foram mortos, além de sete pessoas em terra.

## Aterramento de aeronaves Xian Y-7
Após o acidente, a Administração de Aviação Civil da China (CAAC) ordenou que todas as outras seis aeronaves Xian Y-7 da Wuhan Airlines fossem aterradas até que a causa do acidente fosse determinada. Em julho, foram autorizadas a retornar ao serviço após a realização de inspeções de segurança e as tripulações de voo receberam mais treinamento. A CAAC ordenou que todas as aeronaves Xian Y-7 fossem removidas do serviço de passageiros programado até 1º de junho de 2001.

## Causa
A causa foi determinada como o clima adverso que a aeronave encontrou, especificamente o relâmpago.